# Otitesella digitata
Otitesella digitata är en stekelart som beskrevs av John Obadiah Westwood 1883. Otitesella digitata ingår i släktet Otitesella och familjen fikonsteklar. Inga underarter finns listade i Catalogue of Life.